# Mateo 22

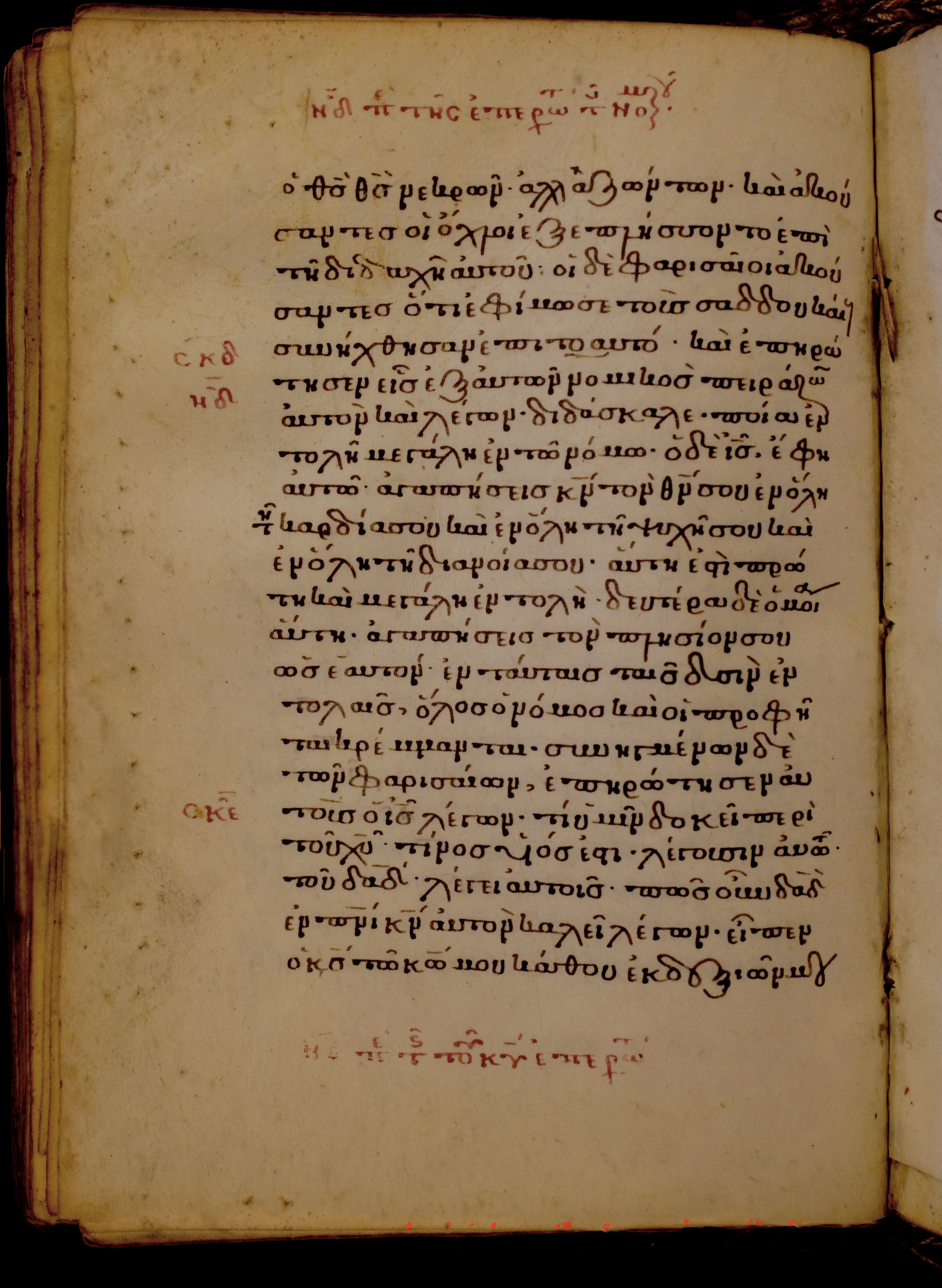
Evangelio de Mateo 22:32-44 en Minúscula 544, del siglo XIII.

Mateo 22 es el vigésimo segundo capítulo del Evangelio de Mateo de la sección Nuevo Testamento de la Biblia cristiana. Jesús continúa su último ministerio en Jerusalén antes de su Pasión. Enseñando en el Templo, Jesús entra en debate sucesivamente con los fariseos, aliados con los herodianos, los saduceos y un abogado, silenciándolos finalmente a todos.

## Texto
El texto original fue escrito en griego koiné. Este capítulo está dividido en 46 versículos.
La narración puede dividirse en las siguientes subsecciones:
- Parábola del banquete nupcial (22:1-14)
- Tributo al César (22:15-22)
- Matrimonio en la Resurrección (22:23-33)
- El primer mandamiento (22:34-40)
- "¿Es el Mesías hijo de David?" (22:41-46)

### Testigos textuales
Algunos manuscritos antiguos que contienen el texto de este capítulo son:
- Codex Vaticanus (325-350 d. C.)
- Codex Sinaiticus (330-360)
- Codex Bezae (c. 400)
- Codex Washingtonianus (c. 400)
- Codex Ephraemi Rescriptus (c. 450)
- Codex Purpureus Rossanensis (siglo VI)
- Codex Sinopensis (siglo VI; se conservan los versículos 1-7, 13-14, 32-34)